# Società Polisportiva Ars et Labor 1982-1983
Questa pagina raccoglie le informazioni riguardanti la Società Polisportiva Ars et Labor nelle competizioni sportive della stagione 1982-1983.

## Stagione
Dopo la scomparsa di Paolo Mazza e la caduta in Serie C1, la società è in crisi economica ed imposta un mercato volto a capitalizzare il più possibile. Così la nuova SPAL risulta profondamente rinnovata nell'affrontare la stagione 1982-1983, priva di pezzi da novanta, con tanti giocatori esperti affiancati da alcuni giovani. Il nuovo allenatore è Gaetano Salvemini. 
Il livello tecnico è mediocre, il gioco latita, l'attacco non segna e la squadra naviga in zona retrocessione. A ottobre arrivano alcuni rinforzi, tra i quali spiccano i centrocampisti Stefano Ferretti e Elio Gustinetti, e l'attaccante Giuseppe Galluzzo. Salvemini viene sostituito da Gianni Seghedoni. Giungerà una sofferta salvezza, con la vittoria di Vicenza del 22 maggio che mette al riparo i biancazzurri. La SPAL chiude al settimo posto in coabitazione, ma a causa della classifica cortissima sarà solo un punto al di sopra della zona rossa.
Disputa il girone 5 della Coppa Italia prima del campionato, girone che promuove agli ottavi di finale la Roma ed il Verona. Poi la SPAL gioca le fasi ad eliminazione della Coppa Italia di Serie C, superando il Piacenza nei sedicesimi, poi viene eliminata negli ottavi nel doppio confronto con il Treviso.

## Rosa
| N. |                   | Ruolo | Calciatore        |
| -- | ----------------- | ----- | ----------------- |
|    | Italia (bandiera) | D     | Fabrizio Artioli  |
|    | Italia (bandiera) | A     | Attilio Bardi     |
|    | Italia (bandiera) | D     | Mirco Brilli      |
|    | Italia (bandiera) | C     | Lucio Bernardini  |
|    | Italia (bandiera) | C     | Ezio Blangero     |
|    | Italia (bandiera) | A     | Luigi Capuzzo     |
|    | Italia (bandiera) | D     | Ruggero Caselli   |
|    | Italia (bandiera) | P     | Gino Ferioli      |
|    | Italia (bandiera) | C     | Stefano Ferretti  |
|    | Italia (bandiera) | A     | Giuseppe Galluzzo |
|    | Italia (bandiera) | C     | Graziano Gori     |
|    | Italia (bandiera) | A     | Elio Gustinetti   |

| N. |                   | Ruolo | Calciatore         |
| -- | ----------------- | ----- | ------------------ |
|    | Italia (bandiera) | C     | Luciano Malaman    |
|    | Italia (bandiera) | D     | Walter Malerba     |
|    | Italia (bandiera) | D     | Vittorio Marini    |
|    | Italia (bandiera) | C     | Luca Negri         |
|    | Italia (bandiera) | A     | Giuseppe Novellino |
|    | Italia (bandiera) | D     | Franco Ogliari     |
|    | Italia (bandiera) | D     | Luigi Punziano     |
|    | Italia (bandiera) | A     | Roberto Pavani     |
|    | Italia (bandiera) | C     | Giorgio Redeghieri |
|    | Italia (bandiera) | C     | Antonello Veronesi |
|    | Italia (bandiera) | C     | Claudio Venturi    |
|    | Italia (bandiera) | A     | Bruno Zanolla      |

## Risultati

### Serie C1 (girone A)

#### Girone di andata
| Firenze 19 settembre 1982 1ª giornata | Rondinella                  | 0 – 0 | SPAL | Stadio Gino Bozzi\| Arbitro: \| Pellicanò (Reggio Calabria) \| |
| Arbitro:                              | Pellicanò (Reggio Calabria) |       |      |                                                                |

| Arbitro: | Valente (Monfalcone) |

|             |           |                    |
| Zanolla 79’ | Marcatori | 62’ (aut.) Malerba |

| Arbitro: | Greco (Lecce) |

|                            |           |            |
| Nuti 24’ (rig.) Rondon 49’ | Marcatori | 4’ Zanolla |

| Arbitro: | Baroni (Macerata) |

|  |           |                         |
|  | Marcatori | 12’ Barbuti 16’ Mariani |

| Trento 17 ottobre 1982 5ª giornata | Trento          | 0 – 0 | SPAL | Stadio Briamasco\| Arbitro: \| Agnelli (Siena) \| |
| Arbitro:                           | Agnelli (Siena) |       |      |                                                   |

| Ferrara 24 ottobre 1982 6ª giornata | SPAL           | 0 – 0 | Rimini | Stadio Paolo Mazza\| Arbitro: \| Luci (Firenze) \| |
| Arbitro:                            | Luci (Firenze) |       |        |                                                    |

| Arbitro: | Pellicanò (Reggio Calabria) |

|            |           |              |
| Gritti 61’ | Marcatori | 15’ Galluzzo |

| Arbitro: | Coppetelli (Tivoli) |

|                              |           |                               |
| Galluzzo 10’, 43’ Marini 75’ | Marcatori | 19’, 70’ De Falco 25’ Ruffini |

| Arbitro: | Bruschini (Firenze) |

|             |           |              |
| Messina 14’ | Marcatori | 36’ Galluzzo |

| Ferrara 21 novembre 1982 10ª giornata | SPAL             | 0 – 0 | Padova | Stadio Paolo Mazza\| Arbitro: \| Da Pozzo (Monza) \| |
| Arbitro:                              | Da Pozzo (Monza) |       |        |                                                      |

| Arbitro: | Scevola (Milano) |

|              |           |  |
| Galluzzo 58’ | Marcatori |  |

| Arbitro: | Fabricatore (Roma) |

|                          |           |  |
| Tappi 21’, 28’, 48’, 62’ | Marcatori |  |

| Arbitro: | Agnelli (Siena) |

|                        |           |  |
| Pavani 2’ Ferretti 54’ | Marcatori |  |

| Forlì 19 dicembre 1982 14ª giornata | Forlì                    | 0 – 0 | SPAL | Stadio Tullo Morgagni\| Arbitro: \| Dall'Oca (Abbiategrasso) \| |
| Arbitro:                            | Dall'Oca (Abbiategrasso) |       |      |                                                                 |

| Arbitro: | Galbiati (Monza) |

|                            |           |                    |
| Donà 75’ (aut.) Marini 86’ | Marcatori | 64’ (aut.) Ogliari |

| Arbitro: | Falsetti (Roma) |

|           |           |               |
| Bardi 30’ | Marcatori | 39’ Mandressi |

| Arbitro: | Da Pozzo (Monza) |

|                   |           |  |
| Lombardi 48’, 57’ | Marcatori |  |

#### Girone di ritorno
| Arbitro: | Frigerio (Milano) |

|                |           |                             |
| Gustinetti 19’ | Marcatori | 51’ Palazzi 64’ Gabriellini |

| Arbitro: | Laudato (Taranto) |

|             |           |              |
| Maruzzo 20’ | Marcatori | 80’ Ferretti |

| Arbitro: | Fiorenza (Siena) |

|              |           |  |
| Galluzzo 20’ | Marcatori |  |

| Parma 20 febbraio 1983 21ª giornata | Parma            | 0 – 0 | SPAL | Stadio Ennio Tardini\| Arbitro: \| Ramacci (Latina) \| |
| Arbitro:                            | Ramacci (Latina) |       |      |                                                        |

| Ferrara 27 febbraio 1983 22ª giornata | SPAL          | 0 – 0 | Trento | Stadio Paolo Mazza\| Arbitro: \| Betti (Siena) \| |
| Arbitro:                              | Betti (Siena) |       |        |                                                   |

| Arbitro: | Ramicone (Tivoli) |

|              |           |                |
| Pecoraro 56’ | Marcatori | 55’ Gustinetti |

| Arbitro: | Amendolia (Messina) |

|             |           |  |
| Capuzzo 23’ | Marcatori |  |

| Arbitro: | Tuveri (Cagliari) |

|                        |           |              |
| De Falco 46’ Tolfo 64’ | Marcatori | 62’ Galluzzo |

| Arbitro: | Pellicanò (Reggio Calabria) |

|  |           |                          |
|  | Marcatori | 62’ (rig.) F. Speggiorin |

| Arbitro: | Gabbrielli (Prato) |

|                 |           |                   |
| Pezzato 4’, 53’ | Marcatori | 55’, 82’ Galluzzo |

| Arbitro: | Cassi (Pisa) |

|           |           |            |
| Mochi 54’ | Marcatori | 33’ Marini |

| Arbitro: | Basile (Siracusa) |

|              |           |  |
| Ferretti 59’ | Marcatori |  |

| Arbitro: | Caprini (Perugia) |

|                               |           |  |
| Brilli 27’ (aut.) Formoso 81’ | Marcatori |  |

| Arbitro: | Picchio (Macerata) |

|                          |           |  |
| Capuzzo 52’ Ferretti 59’ | Marcatori |  |

| Arbitro: | Ramacci (Latina) |

|             |           |                           |
| Perrone 57’ | Marcatori | 14’ Ferretti 60’ Galluzzo |

| Arbitro: | Gava (Conegliano) |

|               |           |  |
| Mandressi 30’ | Marcatori |  |

| Arbitro: | Cerquoni (Macerata) |

|                             |           |                        |
| Ferretti 34’ Brandolini 50’ | Marcatori | 55’ Del Nero 65’ Corsi |

### Coppa Italia

#### Quinto girone
| Arbitro: | Pairetto (Torino) |

|  |           |                    |
|  | Marcatori | 28’ Maurizio Iorio |

| Arbitro: | Leni (Perugia) |

|                |           |  |
| Di Gennaro 49’ | Marcatori |  |

| Arbitro: | Baldi (Roma) |

|             |           |  |
| Malaman 54’ | Marcatori |  |

| Arbitro: | De Marchi (Novara) |

|           |           |  |
| Negri 51’ | Marcatori |  |

| Arbitro: | Lamorgese (Potenza) |

|                                      |           |                    |
| Tusino 2’ Mileti 36’ Magistrelli 57’ | Marcatori | 70’ (rig.) Zanolla |

### Coppa Italia Serie C

#### Sedicesimi di finale
| Arbitro: | Bin (Torino) |

|                  |           |                     |
| Cenci 18’ (rig.) | Marcatori | 33’ (rig.) Ferretti |

| Arbitro: | Calafiore (Brescia) |

|                                |           |  |
| Pavani 73’ Ferretti 80’ (rig.) | Marcatori |  |

#### Ottavi di finale
| Arbitro: | Tarantola (Genova) |

|                          |           |            |
| Veronesi 8’ Galluzzo 28’ | Marcatori | 5’ Finotto |

| Arbitro: | Pucci (Firenze) |

|                   |           |  |
| Trevisan 45’, 48’ | Marcatori |  |